# 昴宿增二
金牛座7，又名BD+23 473，HD 22091、SAO 75999、HR 1086，是金牛座的一颗恒星，视星等为5.92，位于銀經163.95，銀緯-25.14，其B1900.0坐标为赤經3h 28m 31.1s，赤緯+24° -25.14′ 45″。